# 乌达奇内
乌达奇内（俄语：Уда́чный）是俄罗斯萨哈共和国的一个城市。位于雅库茨克西北1370公里处，距离该地区的行政中心米尔内508公里。根据2010年人口普查结果该地区人口12,613人。
1955年，苏联地质学家在当地发现了金伯利岩，勘探出一个巨型钻石矿。此后，乌达奇内作为一个矿业城镇从荒原上崛起。当地的钻石矿是露天开采。现在城镇北面的乌达奇纳亚矿坑深度超过600米，是世界三深的露天矿。
1974年2月，为钻石矿的尾矿库建设基坑，在地下98米爆炸了1颗当量1700吨的原子弹。